# Řád za zásluhy (Egypt)
Řád za zásluhy (arabsky: الإستقق نیشان) je egyptský záslužný řád založený v roce 1953.

## Historie
Řád za zásluhy byl založen zákonem № 528. Založil jej v roce 1953 regent jménem krále Fuada II. jako obecně záslužný řád. V tomtéž roce monarchie zanikla a byla utvořena republika. V udílení tohoto řádu se i nadále pokračovalo. Status řádu byl doplněn o nová ustanovení zákonem № 12 z roku 1972.

## Insignie
Řádový odznak má tvar deseticípé hvězdy střídavě  se stříbrnými a zlatými cípy. Uprostřed je zlatý pětiúhelník s pohnutými stěnami. Pětiúhelník má bíle smaltovaný okraj a modře smaltovanou dekoraci. Uprostřed je modře smaltovaný, zlatě rámovaný medailon.  Uvnitř je zlatý nápis arabským písmem. Ke stuze je odznak připojen přívěskem ve tvaru orla, který má shodný tvar s orlem státního znaku.
Stuha je červená na okrajích lemovaná širším bílým a úzkým černým pruhem. Odpovídá tak barvám státní vlajky.

## Třídy
Řád je udílen v pěti řádných třídách:
- velkokříž – Řádový odznak se nosí na široké stuze spadající z ramene na protilehlý bok. Řádová hvězda se nosí nalevo na hrudi.
- velkodůstojník – Řádový odznak se nosí na stuze kolem krku. Řádová hvězda se nosí nalevo na hrudi.
- komtur – Řádová hvězda této třídě již nenáleží.
- důstojník – Řádový odznak se nosí zavěšený na stuze s rozetou na levé straně hrudi.
- rytíř – Řádový odznak se nosí zavěšený na stuze bez rozety na levé straně hrudi.

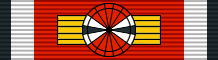
velkokříž
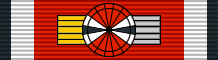
velkodůstojník
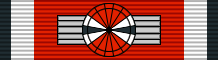
komtur
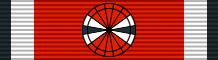
důstojník
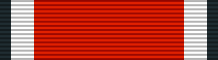
rytíř